# Persone di nome Francesca
| Questa pagina contiene informazioni ricavate automaticamente dalle voci biografiche con l'ausilio del template Bio e di un bot. L'aggiornamento è periodico e automatico e ricostruisce completamente la pagina. Se manca una persona in questa lista, sei pregato di non aggiungerla, ma accertati piuttosto che la sua voce biografica contenga il template Bio e che i dati anagrafici siano correttamente compilati. Se il template Bio manca, inseriscilo tu stesso o, in alternativa, metti l'avviso {{tmp\|Bio}} che ne segnala la mancanza. Se i dati riportati sono sbagliati, correggi direttamente la voce biografica; le modifiche saranno visibili in questa lista entro pochi giorni. Per chiarimenti vedi il progetto antroponimi. La lista contiene solo le 383 persone che sono citate nell'enciclopedia e per le quali è stato implementato correttamente il template Bio. Pagina aggiornata al 6 ago 2025. |

Questa è una lista di persone presenti nell'enciclopedia che hanno il nome Francesca, suddivise per attività principale.

## Allenatrici di ginnastica(1)
- Francesca Benolli, allenatrice di ginnastica e ex ginnasta italiana (Trieste, n. 1989)

## Allenatrici di tennis(1)
- Francesca Schiavone, allenatrice di tennis e ex tennista italiana (Milano, n. 1980)

## Antifasciste(1)
- Francesca Ciceri, antifascista e partigiana italiana (Lecco, n. 1904 - Lecco, † 1988)

## Architetti(1)
- Francesca Romana Salvi, architetto e scenografa italiana (Roma, n. 1962)

## Artiste(2)
- Francesca Leone, artista e pittrice italiana (Roma, n. 1964)
- Francesca Montinaro, artista e scenografa italiana (Roma, n. 1965)

## Artiste marziali(1)
- Francesca Cusinatti, artista marziale italiana (n. 1997)

## Astiste(1)
- Francesca Dolcini, ex astista italiana (n. 1974)

## Atlete paralimpiche(1)
- Francesca Porcellato, atleta paralimpica, fondista e paraciclista italiana (Castelfranco Veneto, n. 1970)

## Attiviste(2)
- Francesca Chiavacci, attivista e politica italiana (Firenze, n. 1961)
- Francesca Serio, attivista italiana (Galati Mamertino, n. 1903 - Sciara, † 1992)

## Attrici(49)
- Francesca Agostini, attrice italiana (Pistoia, n. 1990)
- Francesca Annis, attrice britannica (Rio de Janeiro, n. 1945)
- Francesca Antonelli, attrice italiana (Roma, n. 1972)
- Francesca Beggio, attrice italiana (Monza, n. 1979)
- Francesca Benedetti, attrice italiana (Urbino, n. 1935 - Roma, † 2025)
- Francesca Bertini, attrice italiana (Prato, n. 1892 - Roma, † 1985)
- Franca Boni, attrice e soprano italiana (Milano, n. 1904 - Buenos Aires, † 1967)
- Francesca Calabrese, attrice italiana (Busto Arsizio, n. 1991)
- Francesca Capaldi, attrice statunitense (La Jolla, n. 2004)
- Francesca Cardinale, attrice italiana (Roma, n. 1990)
- Francesca Cassola, attrice e conduttrice radiofonica italiana (Milano, n. 1980)
- Francesca Cavallin, attrice, conduttrice televisiva e ex modella italiana (Bassano del Grappa, n. 1976)
- Francesca Chillemi, attrice e personaggio televisivo italiana (Barcellona Pozzo di Gotto, n. 1985)
- Francesca Ciardi, attrice italiana (Roma, n. 1954)
- Francesca Ciocchetti, attrice italiana (Roma, n. 1974)
- Francesca Colapietro, attrice, cantante e ballerina italiana (Napoli, n. 1983)
- Francesca Romana Coluzzi, attrice, stuntwoman e scenografa italiana (Tirana, n. 1943 - Roma, † 2009)
- Francesca Cuttica, attrice e cantante italiana (Genova, n. 1983)
- Francesca De Sapio, attrice e insegnante italiana (Roma, n. 1945)
- Francesca Dellera, attrice e modella italiana (Latina, n. 1965)
- Francesca Di Maggio, attrice italiana (Lucera, n. 1987)
- Francesca Draghetti, attrice, doppiatrice e dialoghista italiana (Parma, n. 1962)
- Francesca Faiella, attrice e regista italiana (Principato di Monaco, n. 1980)
- Francesca Fava, attrice italiana (Ferrara, n. 1974)
- Francesca Ferrazzo, attrice italiana (Roma, n. 1989)
- Francesca Eastwood, attrice, personaggio televisivo e socialite statunitense (Redding, n. 1993)
- Francesca Giovannetti, attrice italiana (Cantù, n. 1973)
- Francesca Inaudi, attrice italiana (Siena, n. 1977)
- Frankie Ingrassia, attrice e regista statunitense (Malibù, n. 1978)
- Francesca Martinez, attrice, ex modella e conduttrice televisiva italiana (Varese, n. 1975)
- Francesca Martinez, attrice, scrittrice e attivista britannica (Londra, n. 1978)
- Franca Mazzoni, attrice italiana (Pavia, n. 1912 - Roma, † 1991)
- Ornella Muti, attrice italiana (Roma, n. 1955)
- Francesca Muzio, attrice italiana (Roma, n. 1950)
- Francesca Natividad, attrice, ballerina e attrice pornografica messicana (Ciudad Juárez, n. 1948 - Los Angeles, † 2022)
- Francesca Neri, attrice e produttrice cinematografica italiana (Trento, n. 1964)
- Francesca Nunzi, attrice italiana (Roma, n. 1968)
- Francesca Palopoli, attrice e doppiatrice italiana (Roma, n. 1927 - Roma, † 2011)
- Francesca Perini, attrice italiana (Roma, n. 1984)
- Francesca Reale, attrice statunitense (Los Angeles, n. 1994)
- Francesca Rettondini, attrice e conduttrice televisiva italiana (Verona, n. 1971)
- Francesca Reviglio, attrice italiana (Torino, n. 1991)
- Francesca Rinaldi, attrice e doppiatrice italiana (Roma, n. 1973)
- Francesca Schiavo, attrice e cantante italiana (Roma, n. 1970)
- Francesca Valtorta, attrice italiana (Roma, n. 1986)
- Francesca Ventura, attrice italiana (Roma, n. 1956)
- Francesca Vettori, attrice, doppiatrice e dialoghista italiana (Chivasso, n. 1957)
- Francesca Zanni, attrice, drammaturga e regista italiana (Roma, n. 1968)
- Francesca D'Aloja, attrice, scrittrice e regista italiana (Roma, n. 1963)

## Attrici pornografiche(1)
- Francesca Lé, attrice pornografica statunitense (Los Angeles, n. 1970)

## Attrici teatrali(3)
- Francesca Maria Apolline Biancolelli, attrice teatrale italiana (Parigi, n. 1664 - † 1747)
- Francesca Mazza, attrice teatrale italiana (Cremona, n. 1958)
- Francesca Paganini, attrice teatrale e personaggio televisivo italiana (Verona, n. 1959)

## Badesse(1)
- Francesca Cristina del Palatinato-Sulzbach, badessa (Sulzbach, n. 1696 - Essen, † 1776)

## Bibliotecarie(1)
- Francesca Bonnemaison Farriols, bibliotecaria spagnola (Barcellona, n. 1872 - Barcellona, † 1949)

## Biologhe(1)
- Francesca Colavita, biologa italiana (Campobasso, n. 1989)

## Calciatrici(24)
- Francesca Baldini, ex calciatrice italiana (n. 1990)
- Francesca Barbaresi, calciatrice italiana (Pesaro, n. 1999)
- Francesca Blasoni, calciatrice italiana (n. 1996)
- Francesca Calò, calciatrice svizzera (Berna, n. 1995)
- Francesca Coluccio, calciatrice italiana (Asti, n. 1990)
- Francesca Da Ros, calciatrice italiana (Vittorio Veneto, n. 1992)
- Francesca De Beni, calciatrice italiana (Caprino Veronese, n. 1980)
- Francesca Durante, calciatrice italiana (Genova, n. 1997)
- Francesca Imprezzabile, calciatrice italiana (Piacenza, n. 2001)
- Fran Kirby, calciatrice inglese (Reading, n. 1993)
- Francesca Manzon, calciatrice italiana (n. 1997)
- Francesca Mellano, calciatrice italiana (n. 1997)
- Francesca Meropini, calciatrice italiana (San Miniato, n. 1997)
- Francesca Papaleo, calciatrice italiana (Bordighera, n. 1990)
- Francesca Pittaccio, calciatrice italiana (Roma, n. 1996)
- Francesca Quazzico, calciatrice italiana (Taranto, n. 2001)
- Francesca Salaorni, ex calciatrice italiana (Verona, n. 1994)
- Francesca Sampietro, ex calciatrice italiana (Cantù, n. 1991)
- Francesca Soro, calciatrice italiana (Sassari, n. 1988)
- Francesca Tagini, calciatrice italiana (Arona, n. 1992)
- Francesca Tonani, calciatrice italiana (Lodi, n. 1985)
- Francesca Tosto, calciatrice italiana (Catania, n. 1983)
- Francesca Ventura, ex calciatrice italiana (n. 1985)
- Francesca Vitale, ex calciatrice italiana (Milano, n. 1992)

## Canoiste(1)
- Francesca Genzo, canoista italiana (Trieste, n. 1993)

## Cantanti(12)
- Francesca Alotta, cantante italiana (Palermo, n. 1969)
- Gegia, cantante, attrice e comica italiana (Galatina, n. 1959)
- Francesca Battistelli, cantante statunitense (New York, n. 1985)
- Frankie Bridge, cantante britannica (Upminster, n. 1989)
- Paolina Giorgi, cantante, attrice e imprenditrice italiana (L'Aquila, n. 1883 - Genova, † 1911)
- Francesca Gagnon, cantante canadese (Montréal, n. 1957)
- Francesca Gollini, cantante e modella italiana (Rimini, n. 1976)
- Francesca Pettinelli, cantante, attrice e ballerina italiana (Roma, n. 1973)
- Francesca Prestia, cantante italiana (Catanzaro, n. 1965)
- Francesca Taverni, cantante, attrice e ballerina italiana (Firenze, n. 1968)
- Francesca Touré, cantante italiana (Milano, n. 1972)
- Lady Violet, cantante italiana (Firenze, n. 1972)

## Cantanti liriche(1)
- Francesca Lebrun, cantante lirica e compositrice tedesca (Mannheim, n. 1756 - Berlino, † 1791)

## Cantautrici(4)
- Madame, cantautrice e rapper italiana (Vicenza, n. 2002)
- Francesca Chiara, cantautrice italiana (Padova, n. 1972)
- Francesca Michielin, cantautrice e polistrumentista italiana (Bassano del Grappa, n. 1995)
- Francesca Romana Perrotta, cantautrice italiana (Brindisi, n. 1972)

## Cestiste(21)
- Francesca Biral, ex cestista italiana (Mirano, n. 1979)
- Francesca Bortolan, ex cestista italiana (Vicenza, n. 1969)
- Francesca Bucchieri, cestista italiana (Ragusa, n. 2003)
- Francesca Cappa, ex cestista italiana (n. 1969)
- Francesca Cipriani, cestista italiana (Roma, n. 1925 - Milano, † 2020)
- Francesca Conti, cestista italiana (Umbertide, n. 1998)
- Francesca De Rosa, cestista italiana (Vico Equense, n. 2001)
- Francesca Di Battista, ex cestista italiana (Roma, n. 1980)
- Francesca Dotto, ex cestista italiana (Camposampiero, n. 1993)
- Francesca Latella, ex cestista italiana (n. 1982)
- Francesca Mannucci, ex cestista italiana (Atri, n. 1977)
- Francesca Mariani, ex cestista italiana (Livorno, n. 1985)
- Francesca Melchiori, cestista italiana (Milano, n. 1993)
- Francesca Modica, ex cestista e dirigente sportiva italiana (Forlì, n. 1981)
- Francesca Pan, cestista italiana (Bassano del Grappa, n. 1997)
- Francesca Parmesani, cestista italiana (Lodi, n. 1998)
- Francesca Pasa, cestista italiana (Montebelluna, n. 2000)
- Francesca Rossi, ex cestista italiana (Forlì, n. 1968)
- Francesca Romana Russo, cestista italiana (Tarquinia, n. 1996)
- Francesca Salvia, ex cestista italiana
- Francesca Zara, ex cestista e allenatrice di pallacanestro italiana (Bassano del Grappa, n. 1976)

## Cicliste su strada(3)
- Francesca Barale, ciclista su strada italiana (Domodossola, n. 2003)
- Francesca Cauz, ex ciclista su strada e ciclocrossista italiana (Conegliano, n. 1992)
- Francesca Galli, ex ciclista su strada italiana (Desio, n. 1960)

## Comiche(2)
- Francesca Macrì, comica italiana (Lodi, n. 1987)
- Francesca Reggiani, comica, cabarettista e imitatrice italiana (Roma, n. 1959)

## Compositrici(2)
- Francesca Caccini, compositrice, clavicembalista e soprano italiana (Firenze, n. 1587 - Lucca, † 1641)
- Francesca D'Adda, compositrice italiana (Milano, n. 1794 - Milano, † 1877)

## Conduttrici radiofoniche(1)
- Francesca Cheyenne, conduttrice radiofonica, conduttrice televisiva e autrice televisiva italiana (Verona, n. 1971)

## Conduttrici televisive(2)
- Francesca Alderisi, conduttrice televisiva e politica italiana (Treviso, n. 1968)
- Francesca Barberini, conduttrice televisiva e gastronoma italiana (Roma, n. 1972)

## Contralti(2)
- Francesca Bertolli, contralto italiana (Roma, n. 1710 - Bologna, † 1767)
- Francesca Vanini, contralto italiano (Bologna - Venezia, † 1744)

## Costumiste(2)
- Francesca Livia Sartori, costumista italiana (Bassano del Grappa, n. 1961)
- Francesca Zucchelli, costumista e scenografa italiana (Milano, n. 1938 - Milano, † 2022)

## Critiche d'arte(2)
- Francesca Alfano Miglietti, critica d'arte, scrittrice e saggista italiana
- Francesca Alinovi, critica d'arte italiana (Parma, n. 1948 - Bologna, † 1983)

## Danzatrici(4)
- Francesca Braggiotti, danzatrice e attrice italiana (Firenze, n. 1902 - Marbella, † 1998)
- Francesca Hayward, ballerina e attrice britannica (Nairobi, n. 1992)
- Francesca Sposi, ballerina italiana (Roma, n. 1967)
- Francesca Velicu, ballerina rumena (Bucarest, n. 1998)

## Danzatrici su ghiaccio(1)
- Francesca Fermi, danzatrice su ghiaccio italiana (Milano, n. 1979)

## Direttrici della fotografia(1)
- Francesca Amitrano, direttrice della fotografia italiana (Napoli, n. 1979)

## Dirigenti d'azienda(3)
- Francesca Bellettini, dirigente d'azienda italiana (Cesena, n. 1970)
- Francesca Colombini Cinelli, dirigente d'azienda italiana (Modena, n. 1931 - Montalcino, † 2022)
- Francesca Mariotti, manager e avvocata italiana (Frosinone, n. 1973)

## Dirigenti sportive(1)
- Francesca Piccinini, dirigente sportiva e ex pallavolista italiana (Massa, n. 1979)

## Disegnatrici(1)
- Francesca Palomba, disegnatrice italiana (Busto Arsizio, n. 1973)

## Doppiatrici(5)
- Francesca Bielli, doppiatrice, attrice e direttrice del doppiaggio italiana (Milano, n. 1977)
- Franca De Stradis, doppiatrice e direttrice del doppiaggio italiana (n. 1939 - Roma, † 2021)
- Francesca Fiorentini, doppiatrice italiana (Roma, n. 1967)
- Francesca Guadagno, doppiatrice, direttrice del doppiaggio e attrice italiana (Roma, n. 1967)
- Francesca Manicone, doppiatrice italiana (Roma, n. 1977)

## Drammaturghe(1)
- Francesca Manfredi, drammaturga e scrittrice italiana (Reggio nell'Emilia, n. 1988)

## Economiste(1)
- Francesca Bria, economista italiana (Roma, n. 1977)

## Editrici(1)
- Francesca Ragazzi, editrice italiana

## Filosofe(1)
- Francesca Rigotti, filosofa e saggista italiana (Milano, n. 1951)

## Fisiche(1)
- Francesca Ferlaino, fisica italiana (Napoli, n. 1977)

## Fondiste(1)
- Francesca Franchi, fondista italiana (Molveno, n. 1997)

## Fotografe(1)
- Francesca Woodman, fotografa statunitense (Denver, n. 1958 - New York, † 1981)

## Fumettiste(1)
- Francesca Ghermandi, fumettista e illustratrice italiana (Bologna, n. 1964)

## Ginnaste(5)
- Francesca Costa, ginnasta italiana (Lodi, n. 1936 - Lodi, † 1961)
- Francesca Deagostini, ex ginnasta italiana (Aosta, n. 1996)
- Francesca Noemi Linari, ginnasta italiana (Scandiano, n. 2001)
- Francesca Pasinetti, ex ginnasta italiana (Monza, n. 1987)
- Francesca Pellegrini, ex ginnasta italiana (Carrara, n. 2002)

## Giocatrici di curling(1)
- Francesca Del Fabbro, giocatrice di curling italiana (Cortina d'Ampezzo, n. 1965)

## Giornaliste(14)
- Francesca Barra, giornalista, scrittrice e conduttrice televisiva italiana (Policoro, n. 1978)
- Francesca Cantini, giornalista e conduttrice televisiva italiana (Firenze, n. 1978)
- Francesca Cenci, giornalista e conduttrice televisiva italiana (Roma, n. 1973)
- Francesca Del Rosso, giornalista, blogger e scrittrice italiana (Milano, n. 1974 - Milano, † 2016)
- Francesca Romana Elisei, giornalista e conduttrice televisiva italiana (Roma, n. 1979)
- Francesca Fagnani, giornalista, scrittrice e conduttrice televisiva italiana (Roma, n. 1976)
- Francesca Fanuele, giornalista italiana (Roma, n. 1970)
- Francesca Fialdini, giornalista, conduttrice televisiva e conduttrice radiofonica italiana (Massa, n. 1979)
- Francesca Grimaldi, giornalista e conduttrice televisiva italiana (Roma, n. 1961)
- Francesca Mannocchi, giornalista e scrittrice italiana (Roma, n. 1981)
- Francesca Paci, giornalista e scrittrice italiana (Roma, n. 1971)
- Francesca Romanelli, giornalista e conduttrice televisiva italiana (Milano, n. 1978)
- Francesca Scopelliti, giornalista e politica italiana (Nicotera, n. 1951)
- Francesca Senette, giornalista e conduttrice televisiva italiana (Tradate, n. 1975)

## Giuriste(1)
- Francesca Albanese, giurista italiana (Ariano Irpino, n. 1977)

## Illustratrici(1)
- Francesca Alexander, illustratrice, scrittrice e traduttrice statunitense (Boston, n. 1837 - Firenze, † 1917)

## Imitatrici(1)
- Francesca Manzini, imitatrice, personaggio televisivo e conduttrice radiofonica italiana (Roma, n. 1990)

## Imprenditrici(1)
- Francesca Menarini, imprenditrice e dirigente sportiva italiana (Bologna, n. 1964)

## Informatiche(1)
- Francesca Rossi, informatica italiana (Ancona)

## Judoka(2)
- Francesca Congia, judoka italiana (Chivasso, n. 1982)
- Francesca Milani, judoka italiana (Roma, n. 1993)

## Kickboxer(1)
- Francesca Ceci, kickboxer italiana (n. 2003)

## Linguiste(1)
- Francesca Gallina, linguista, dirigente sportivo e rugbista a 15 italiana (Treviso, n. 1978)

## Magistrate(1)
- Francesca Morvillo, magistrata italiana (Palermo, n. 1945 - Palermo, † 1992)

## Martelliste(1)
- Francesca Massobrio, martellista italiana (Asti, n. 1993)

## Mezzosoprani(1)
- Francesca Provvisionato, mezzosoprano italiano (Modena, n. 1967)

## Militari(1)
- Francesca Scanagatta, militare italiana (Milano, n. 1776 - Milano, † 1864)

## Missionarie(1)
- Francesca French, missionaria britannica (Bruges, n. 1871 - Watford, † 1960)

## Modelle(4)
- Francesca Bergesio, modella italiana (Bra, n. 2004)
- Francesca Lancini, modella, conduttrice televisiva e scrittrice italiana (Brescia, n. 1983)
- Francesca Mazzalai, modella, conduttrice televisiva e attrice italiana (Trento, n. 1976)
- Frankie Rayder, supermodella statunitense (River Falls, n. 1975)

## Montatrici(1)
- Francesca Calvelli, montatrice italiana (Roma, n. 1962)

## Nobildonne(8)
- Francesca d'Alençon, nobildonna francese (n. 1490 - La Flèche, † 1550)
- Francesca Dal Verme, nobildonna italiana
- Francesca Zatrillas, nobildonna spagnola (Cagliari, n. 1642 - Nizza, † 1673)
- Francesca Salviati, nobildonna italiana (Firenze, n. 1504)
- Francesca Trivulzio, nobildonna italiana (Mirandola, † 1560)
- Francesca da Rimini, nobildonna italiana (Ravenna - Rimini)
- Francesca di Brandeburgo, nobildonna tedesca (Correggio, † 1512)
- Francesca Korwin-Krasińska, nobildonna polacca (Maleszowa, n. 1742 - Dresda, † 1796)

## Nobili(8)
- Francesca Maria di Borbone-Francia, nobile francese (Maintenon, n. 1677 - Parigi, † 1749)
- Francesca Cifuentes de Heredia, nobile italiana
- Francesca Fieschi, nobile italiana († 1528)
- Francesca di Lorena, nobile francese (n. 1592 - Parigi, † 1669)
- Francesca Maddalena d'Orléans, nobile francese (Saint-Germain-en-Laye, n. 1648 - Palazzo Reale di Torino, † 1664)
- Francesca d'Orléans-Longueville, nobile francese (Châteaudun, n. 1549 - Parigi, † 1601)
- Francesca Sanframondi, nobile italiana († 1369)
- Francesca Vacca Agusta, nobile italiana (Genova, n. 1942 - Portofino, † 2001)

## Notaie(1)
- Francesca Cilluffo, notaia e politica italiana (Collesano, n. 1962)

## Nuotatrici(9)
- Francesca Cristetti, nuotatrice italiana (n. 1997)
- Francesca Deidda, nuotatrice artistica italiana (Cagliari, n. 1992)
- Francesca Fangio, nuotatrice italiana (Livorno, n. 1995)
- Francesca Fusco, nuotatrice italiana (Avellino, n. 1993)
- Francesca Gangemi, nuotatrice artistica italiana (Catania, n. 1985)
- Francesca Halsall, ex nuotatrice britannica (Southport, n. 1990)
- Francesca Salvalajo, ex nuotatrice italiana (Mirano, n. 1972)
- Francesca Segat, ex nuotatrice italiana (Vittorio Veneto, n. 1983)
- Francesca Zunino, nuotatrice artistica italiana (Savona, n. 2000)

## Ostacoliste(1)
- Francesca Doveri, ostacolista e multiplista italiana (Pontedera, n. 1982)

## Pallanuotiste(2)
- Francesca Cristiana Conti, pallanuotista italiana (Genzano di Roma, n. 1972)
- Francesca Pomeri, ex pallanuotista italiana (Osimo, n. 1993)

## Pallavoliste(14)
- Francesca Bonciani, pallavolista italiana (Signa, n. 1992)
- Francesca Bosio, pallavolista italiana (Milano, n. 1997)
- Francesca Cosi, pallavolista italiana (San Pietro in Casale, n. 2000)
- Francesca Devetag, pallavolista italiana (Gorizia, n. 1986)
- Francesca Ferretti, pallavolista italiana (Reggio Emilia, n. 1984)
- Francesca Gentili, pallavolista italiana (Bolzano, n. 1990)
- Francesca Giogoli, ex pallavolista italiana (Bologna, n. 1983)
- Francesca Marcon, ex pallavolista italiana (Conegliano, n. 1983)
- Francesca Mari, ex pallavolista italiana (Roma, n. 1983)
- Francesca Michieletto, pallavolista italiana (Trento, n. 1997)
- Francesca Napodano, pallavolista italiana (Casale Monferrato, n. 1999)
- Francesca Parlangeli, pallavolista italiana (Torino, n. 1990)
- Francesca Scola, pallavolista italiana (Milano, n. 2001)
- Francesca Villani, pallavolista italiana (Prato, n. 1995)

## Partigiane(3)
- Francesca Edera De Giovanni, partigiana italiana (Monterenzio, n. 1923 - Bologna, † 1944)
- Francesca Del Rio, partigiana italiana (Bibbiano, n. 1925 - Bibbiano, † 2008)
- Francesca Laura Fabbri Wronowski, partigiana e giornalista italiana (Milano, n. 1924 - Milano, † 2023)

## Pattinatrici artistiche a rotelle(1)
- Francesca Ciani Passeri, pattinatrice artistica a rotelle italiana (Roma, n. 1984)

## Pattinatrici di velocità su ghiaccio(2)
- Francesca Bettrone, pattinatrice di velocità su ghiaccio italiana (Venezia, n. 1991)
- Francesca Lollobrigida, pattinatrice di velocità su ghiaccio italiana (Frascati, n. 1991)

## Personaggi televisivi(2)
- Francesca Cipriani, personaggio televisivo italiano (Popoli, n. 1984)
- Francesca Testasecca, personaggio televisivo e ex modella italiana (Foligno, n. 1991)

## Pilote di rally(1)
- Francesca Olivoni, copilota di rally italiana (Sansepolcro, n. 1984)

## Pistard(1)
- Francesca Pattaro, ex pistard e ciclista su strada italiana (Este, n. 1995)

## Pittrici(4)
- Francesca Devoto, pittrice italiana (Nuoro, n. 1912 - Nuoro, † 1989)
- Francesca Forleo-Brayda, pittrice italiana (Francavilla Fontana, n. 1779 - † 1820)
- Francesca Gambacorta Magliani, pittrice italiana (Palermo, n. 1845 - Palermo, † 1910)
- Francesca Sundsten, pittrice statunitense (Hemet, n. 1960 - Seattle, † 2019)

## Poetesse(4)
- Francesca Bicetti de Buttinoni, poetessa italiana (Treviglio, n. 1712 - Milano, † 1788)
- Francesca Lutti, poetessa italiana (Riva del Garda, n. 1827 - Brescia, † 1878)
- Francesca Manzoni, poetessa italiana (Barzio, n. 1710 - Cereda, † 1743)
- Francesca Turini Bufalini, poetessa italiana (Sansepolcro, n. 1553 - Città di Castello, † 1641)

## Politiche(23)
- Francina Armengol, politica spagnola (Inca, n. 1971)
- Francesca Balzani, politica italiana (Genova, n. 1966)
- Francesca Barracciu, politica italiana (Sorgono, n. 1966)
- Francesca Bonomo, politica italiana (Torino, n. 1984)
- Francesca Businarolo, politica italiana (Este, n. 1983)
- Francesca Calvo, politica italiana (Torino, n. 1949 - Pavia, † 2003)
- Francesca Civerchia, politica sammarinese (Città di San Marino, n. 1977)
- Francesca Romana D'Antuono, politica italiana (Vico Equense, n. 1987)
- Francesca Donato, politica italiana (Ancona, n. 1969)
- Francesca Flati, politica italiana (Roma, n. 1982)
- Francesca Galizia, politica italiana (Putignano, n. 1981)
- Francesca Gerardi, politica italiana (Ceccano, n. 1984)
- Francesca Ghirra, politica e funzionaria italiana (Cagliari, n. 1978)
- Francesca La Marca, politica italiana (Toronto, n. 1975)
- Francesca Marinaro, politica italiana (Villarosa, n. 1952)
- Francesca Martini, politica italiana (Verona, n. 1961)
- Francesca Michelotti, politica sammarinese (San Marino, n. 1952)
- Francesca Peppucci, politica italiana (Todi, n. 1993)
- Francesca Puglisi, politica italiana (Fano, n. 1969)
- Francesca Anna Ruggiero, politica italiana (Bitonto, n. 1984)
- Francesca Troiano, politica italiana (San Giovanni Rotondo, n. 1985)
- Francesca Tubetti, politica italiana (Monfalcone, n. 1982)
- Francesca Zaccariotto, politica italiana (San Donà di Piave, n. 1962)

## Politologhe(1)
- Francesca Izzo, politologa e politica italiana (Formicola, n. 1948)

## Principesse(6)
- Francesca Caterina di Savoia, principessa e religiosa italiana (Torino, n. 1595 - Biella, † 1640)
- Francesca del Liechtenstein, principessa austriaca (Vienna, n. 1841 - Vienna, † 1858)
- Francesca Barbara del Liechtenstein, principessa austriaca (n. 1604 - † 1655)
- Francesca d'Orléans, principessa francese (Parigi, n. 1902 - Parigi, † 1953)
- Francesca di Braganza, principessa brasiliana (Rio de Janeiro, n. 1824 - Parigi, † 1898)
- Francesca Giuseppa di Braganza, principessa portoghese (Lisbona, n. 1699 - Lisbona, † 1736)

## Psicoanaliste(1)
- Francesca Molfino, psicoanalista italiana (Roma, n. 1941 - † 2013)

## Psicologhe(1)
- Francesca Cenci, psicologa, psicoterapeuta e scrittrice italiana (Parma, n. 1979)

## Pugili(1)
- Francesca Amato, pugile italiana (Napoli, n. 1989)

## Registe(5)
- Francesca Archibugi, regista e sceneggiatrice italiana (Roma, n. 1960)
- Francesca Comencini, regista e sceneggiatrice italiana (Roma, n. 1961)
- Francesca Gregorini, regista e sceneggiatrice italiana (Roma, n. 1968)
- Francesca Marra, regista italiana (Lugano, n. 1963)
- Francesca Mazzoleni, regista e sceneggiatrice italiana (Catania, n. 1989)

## Registe teatrali(1)
- Francesca Zambello, regista teatrale e direttrice artistica statunitense (New York, n. 1956)

## Religiose(5)
- Francesca Saverio Cabrini, religiosa, missionaria e educatrice italiana (Sant'Angelo Lodigiano, n. 1850 - Chicago, † 1917)
- Francesca dell'Incarnazione, religiosa spagnola (Martos, n. 1873 - Las Casillas, † 1937)
- Francesca Romana, religiosa e mistica italiana (Roma, n. 1384 - Roma, † 1440)
- Francesca Saverio Savona, religiosa italiana (Sora, n. 1897 - Genova, † 1950)
- Francesca Schervier, religiosa tedesca (Aquisgrana, n. 1819 - Aquisgrana, † 1876)

## Rivoluzionarie(1)
- Francesca Lechi, rivoluzionaria italiana (Brescia, n. 1773 - Brescia, † 1806)

## Rugbiste a 15(3)
- Francesca Barro, rugbista a 15 italiana (Treviso, n. 1999)
- Francesca Granzotto, rugbista a 15 italiana (Conegliano, n. 2002)
- Francesca Sgorbini, rugbista a 15 italiana (Pesaro, n. 2001)

## Sceneggiatrici(3)
- Francesca Manieri, sceneggiatrice italiana (Palestrina, n. 1979)
- Francesca Melandri, sceneggiatrice e scrittrice italiana (Roma, n. 1964)
- Francesca Sloane, sceneggiatrice e produttrice televisiva statunitense

## Scenografe(2)
- Francesca Bocca, scenografa italiana (Torino, n. 1964)
- Francesca Lo Schiavo, scenografa italiana (Roma, n. 1948)

## Schermitrici(4)
- Francesca Boscarelli, schermitrice e maestra di scherma italiana (Benevento, n. 1982)
- Francesca Buccione, schermitrice italiana (Roma, n. 1981)
- Francesca Palumbo, schermitrice italiana (Potenza, n. 1994)
- Francesca Quondamcarlo, schermitrice italiana (Roma, n. 1985)

## Sciatrici alpine(2)
- Francesca Baruzzi, sciatrice alpina argentina (San Carlos de Bariloche, n. 1998)
- Francesca Marsaglia, ex sciatrice alpina italiana (Roma, n. 1990)

## Scrittrici(15)
- Francesca Bertuzzi, scrittrice italiana (Roma, n. 1981)
- Francesca Lia Block, scrittrice e poetessa statunitense (Hollywood, n. 1962)
- Francesca Cavallo, scrittrice, imprenditrice e drammaturga italiana (Taranto, n. 1983)
- Francesca Diotallevi, scrittrice italiana (Milano, n. 1985)
- Francesca Duranti, scrittrice italiana (Genova, n. 1935)
- Francesca Fogar, scrittrice, giornalista e conduttrice televisiva italiana (Tradate, n. 1975)
- Francesca Gargallo, scrittrice e poetessa messicana (Siracusa, n. 1956 - Città del Messico, † 2022)
- Francesca Giannone, scrittrice italiana (Lecce, n. 1982)
- Francesca Marciano, scrittrice, sceneggiatrice e attrice italiana (Roma, n. 1955)
- Francesca Petrizzo, scrittrice italiana (Empoli, n. 1990)
- Francesca Sangalli, scrittrice, sceneggiatrice e drammaturga italiana (Milano, n. 1980)
- Francesca Sanvitale, scrittrice e giornalista italiana (Milano, n. 1928 - Roma, † 2011)
- Francesca Segal, scrittrice e giornalista britannica (Londra, n. 1980)
- Francesca Serafini, scrittrice e sceneggiatrice italiana (Roma, n. 1971)
- Francesca Valla, scrittrice e personaggio televisivo italiana (Udine, n. 1971)

## Scrittrici di fantascienza(2)
- Francesca Cavallero, scrittrice di fantascienza italiana (n. 1982)
- Franci Conforti, scrittrice di fantascienza italiana (Milano, n. 1957)

## Siepiste(1)
- Francesca Bertoni, siepista e mezzofondista italiana (Pavullo nel Frignano, n. 1993)

## Sindacaliste(1)
- Francesca Re David, sindacalista e politica italiana (Roma, n. 1959)

## Snowboarder(1)
- Francesca Gallina, snowboarder italiana (Magenta, n. 1996)

## Soprani(4)
- Francesca Cuzzoni, soprano italiano (Parma, n. 1691 - Bologna, † 1772)
- Francesca Maffei Festa, soprano e mezzosoprano italiana (Napoli, n. 1778 - San Pietroburgo, † 1835)
- Francesca Pedaci, soprano italiana (Salve)
- Francesca Margherita de L'Épine, soprano italiano (Venezia - Londra, † 1746)

## Stiliste(1)
- Francesca Sanna Sulis, stilista e imprenditrice italiana (Muravera, n. 1716 - Quartucciu, † 1810)

## Storiche dell'arte(2)
- Francesca Cappelletti, storica dell'arte italiana (Roma, n. 1964)
- Francesca Cortesi Bosco, storica dell'arte italiana (Bergamo, n. 1938 - Bergamo, † 2017)

## Surfiste(1)
- Francesca Bagnoli, surfista italiana (Livorno, n. 1994)

## Tenniste(7)
- Francesca Curmi, tennista maltese (Malta, n. 2002)
- Francesca Di Lorenzo, tennista statunitense (Pittsburgh, n. 1997)
- Francesca Gordigiani, ex tennista italiana (Firenze, n. 1940)
- Francesca Guardigli, ex tennista sammarinese (Città di San Marino, n. 1973)
- Francesca Jones, tennista inglese (Leeds, n. 2000)
- Francesca Lubiani, ex tennista italiana (Bologna, n. 1977)
- Francesca Segarelli, ex tennista italiana (Roma, n. 1990)

## Teologhe(1)
- Francesca Bocca-Aldaqre, teologa e scrittrice italiana (Piacenza, n. 1987)

## Terroriste(1)
- Francesca Mambro, terrorista italiana (Chieti, n. 1959)

## Tuffatrici(2)
- Francesca D'Oriano, ex tuffatrice italiana (Firenze, n. 1975)
- Francesca Dallapé, ex tuffatrice italiana (Trento, n. 1986)

## Veliste(1)
- Francesca Clapcich, velista italiana (Trieste, n. 1988)

## Velociste(2)
- Francesca Carbone, ex velocista italiana (Genova, n. 1968)
- Francesca Cola, ex velocista italiana (Como, n. 1973)

## Violiniste(1)
- Francesca Dego, violinista italiana (Lecco, n. 1989)

## Zoologhe(1)
- Francesca Gherardi, zoologa italiana (Firenze, n. 1955 - Firenze, † 2013)

## Senza attività specificata(10)
- Francesca Acciaiuoli, italiana († 1430)
- Francesca Armosino, italiana (Antignano, n. 1848 - Caprera, † 1923)
- Francesca Bentivoglio, italiana (Bologna, n. 1468 - Milano, † 1504)
- Francesca Biasetton, calligrafa, illustratrice e performance artist italiana (Genova, n. 1961)
- Francesca Bortolozzi, maestra di scherma e ex schermitrice italiana (Padova, n. 1968)
- Francesca d'Amboise, monaca cristiana francese (Thouars, n. 1427 - Nantes, † 1485)
- Francesca Ordeaschi, italiana (Venezia - Roma)
- Cosima Wagner, tedesca (Como, n. 1837 - Bayreuth, † 1930)
- Francesca Maria d'Orléans, duchessa francese (Neuilly-sur-Seine, n. 1844 - Saint-Firmin, † 1925)
- Francesca da Fogliano